# Taeniotes marmoratus
Taeniotes marmoratus är en skalbaggsart som beskrevs av Thomson 1865. Taeniotes marmoratus ingår i släktet Taeniotes och familjen långhorningar. Inga underarter finns listade i Catalogue of Life.